# Protivín (nádraží)
Protivín je železniční stanice v severní části města Protivín v okrese Písek v Jihočeském kraji nedaleko řeky Blanice. Leží na tratích Plzeň – České Budějovice a Zdice–Protivín. Stanice je elektrizovaná soustavou (25 kV, 50 Hz AC). V Protivíně se dále nachází železniční zastávka Protivín zastávka.

## Historie
Stanice vznikla již jako součást Dráhy císaře Františka Josefa (KFJB) spojující Vídeň, České Budějovice a Plzeň, roku 1872 prodloužené až do Chebu na hranici Německa, provoz mezi Českými Budějovicemi do Plzní byl zahájen 1. září 1868.
O sedm let později sem byla dovedena trať státní společnosti Rakovnicko-protivínská dráha (RPD) spojující Protivín a Písek s železnicí do Prahy, na kterou se dráha napojuje ve Zdicích, a to především z iniciativy představitelů Písku, kterému se dráha KFJB dle stavebního plánu vyhnula. Vyrostla zde rozměrná cihlová nádražní budova ve specifickém architektonickém stylu budov RPD. 20. prosince 1875 byl s místním nádražím uveden do provozu celý nový úsek trasy z Protivína do Zdic, kterýmžto směrem roku 1876 pokračovala přes Beroun a Nižbor do Rakovníka. Roku 1884 byla KFJB zestátněna a provoz převzaly Císařsko-královské státní drahy (kkStB), roku 1918 převzaly provoz Československé státní dráhy (ČSD), do jejichž sítě byla začleněna i Rakovnicko-Protivínská dráha.
Elektrický provoz přes stanici byl zahájen 29. listopadu 1968.

## Popis
Všechny tratě procházející stanicí jsou jednokolejné. Nachází se zde pět nekrytých jednostranných nástupišť, k příchodu na nástupiště slouží přechody přes koleje. Na rok 2019 je naplánována rekonstrukce stanice, v plánu je přestavba nástupišť či elektronický informační systém pro cestující.